# Miguel Miró Miró
Miguel Miró Miró OAR (ur. 1949) – hiszpański duchowny rzymskokatolicki, od 2010 przeor generalny augustianów rekolektów.

## Życiorys
Święcenia kapłańskie przyjął w 1978. Urząd przełożonego generalnego pełni od 10 listopada 2010.